# Ectopioglossa taiwana
Ectopioglossa taiwana är en stekelart som först beskrevs av Jinhaku Sonan 1938.  Ectopioglossa taiwana ingår i släktet Ectopioglossa och familjen Eumenidae. Inga underarter finns listade i Catalogue of Life.